# Jekaterina Borissowna Altabajewa

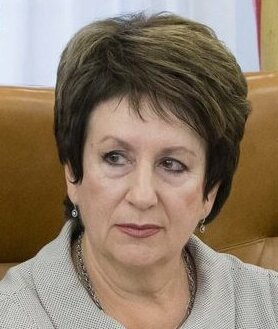
Jekaterina Altabajewa (2018)

Jekaterina Borissowna Altabajewa (russisch Екатерина Борисовна Алтабаева, ukrainisch Катерина Борисівна Алтабаєва Kateryna Boryssiwna Altabajewa; * 27. Mai 1956 in Uglitsch, Russische SFSR) ist eine russische Politikerin. Seit 2019 ist sie Abgeordnete im Föderationsrat.

## Leben
Altabajewa schloss 1982 ihr Geschichtsstudium an der Staatlichen M.-W.-Frunse-Universität Simferopol ab. Anschließend arbeitete sie als Geschichtslehrerin. Von 1995 bis 2014 war sie Dozentin an der Fakultät für Geschichte und Sozial- und Geisteswissenschaften der Humanitären Universität der Stadt Sewastopol. Sie ist Autorin diverser Bücher über die Geschichte Sewastopols.

## Politik
Als Kandidatin von Einiges Russland wurde Altabajewa bei der Wahl am 14. September 2014 im Wahlkreis 2 zur Abgeordneten der Legislativversammlung der Stadt Sewastopol gewählt. Ab dem 15. September 2014 war sie stellvertretende Vorsitzende und ab dem 6. September 2016 Vorsitzende der Legislativversammlung.
Bei der Wahl der Legislativversammlung 2019 wurde sie erneut im Wahlkreis 2 gewählt. Das Mandat hatte sie nur vom 8. September bis zum 8. Oktober 2019 inne, da sie zur Abgeordneten des Föderationsrats für die Legislative von Sewastopol gewählt wurde. Ihre Amtszeit, die im September 2019 begann, endete frühzeitig im Oktober 2020, weil sie seitdem Abgeordnete des Föderationsrats für die Exekutive von Sewastopol ist.
Sie steht auf diversen Sanktionslisten.

## Auszeichnungen
- Ehrenabzeichen „Für Verdienste um die Heldenstadt Sewastopol“ (2007)[3]
- Kaiserliche Medaille „Zum Gedenken an den 100. Jahrestag des Ersten Weltkriegs 1914–1918“ (2016)[6]